# M203榴彈發射器
M203是美國陸軍為40毫米彈藥而要求開發的單發下掛式榴弹发射器，用於提供給M16突擊步槍及M4卡賓槍裝備，其衍生型更可對應多種步槍，亦可裝上手槍握把及槍托獨立使用。
M203下掛於護木下方，发射器的扳機在步槍彈匣前面，發射時用彈匣充當握把，其主體結構分為裝填彈藥的滑動槍管及後方的擊發結構。附有可分離式的象限測距瞄準具及立式標尺。裝填彈藥時，先按下槍管鎖鈕讓槍管前進，便可從槍管後方裝填彈藥，一旦讓槍管回復原位，撞針便會進入待發模式，之後瞄準方向且扣下板機，即可發射榴彈。可發射高爆彈、人員殺傷彈、煙霧彈、散彈、照明彈、氣体彈（CS gas）及訓練彈。

## 歴史
M203於1970年代後期裝備在美軍，徹底地取代M79及XM148。設計目的是令士兵的榴彈發射器與步槍結合，以單一武器發射子彈及榴彈，降低士兵的携行重量。
在越戰後期，M203被認為是錯誤的替代品，既是由於M79榴彈發射器比M203能在發射後更快速裝填，也是因为M203的瞄具沒有風偏調整：这意味着M203射速和精度都较低。
另外，M203的40毫米（40×46毫米）榴彈和Mk 19自動榴彈發射器40毫米（40×53毫米）榴彈不同，不能對調使用。
新型的M320榴彈發射器將會取代M203裝備美国陆军，M320比M203重，但性能更良好，亦對應較長的榴彈。

## 組件
M203榴弹发射器的機匣有多種組件，包括與步槍的接合器，立式標尺（對應步槍前準星）及象限測距瞄準具，可安裝在MIL-STD 1913導軌或下掛在M16步槍上。

## 衍生型及變種

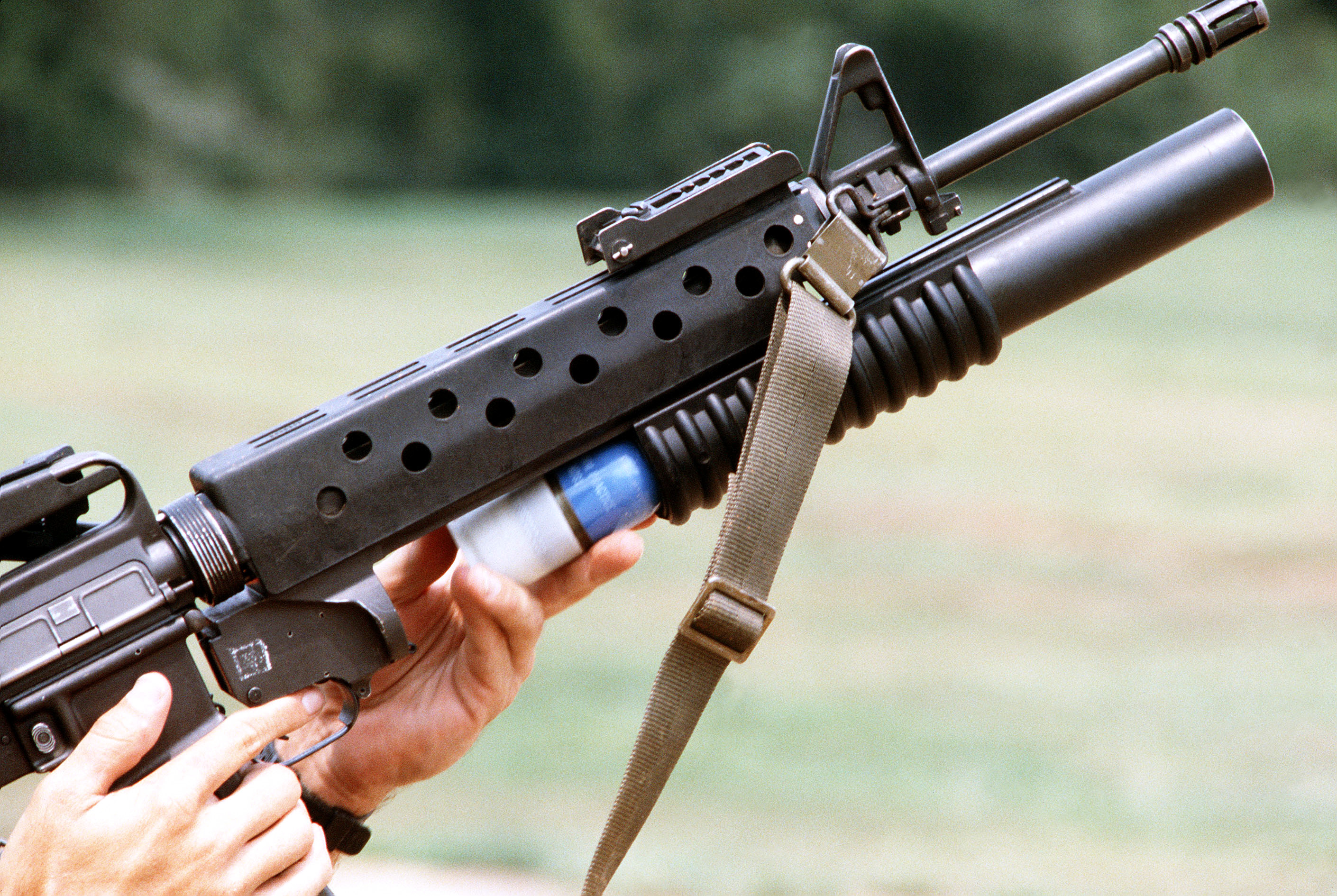
裝填中的M203，步槍為M16A1

M203榴彈發射器在美国有多種衍生型，其他国家也有生產衍生型、變種型及仿制型。

### 標準型M203
標準型M203乃固定安裝型号，專供M16A1，M16A2及M16A3突擊步槍，12吋標準槍管。也可對應M4及M4A1卡賓槍（M4A1 SOPMOD只對應M203A1），扣在步槍的槍管上，附有象限測距瞄準具及立式標尺。

### 美国制M203A1
美国制的M203A1專門提供紿M4及M4A1卡賓槍。槍管縮短至9吋，主要對應可快速安裝及拆下的M203A1 QD（quick detach）系統，安裝在KAC M4 RAS下護木的導軌上。附有象限測距瞄準具及立式標尺。

### 加拿大制M203A1
加拿大制的M203A1由迪瑪科（現稱加拿大柯爾特—Colt Canada）。和美製的不同，迪瑪科M203A1安裝在下謢木而非扣在槍管上。9吋槍管但可發射較長身的40毫米彈藥。可通過其增長的槍管和軸心距離來識別。

### M203A2

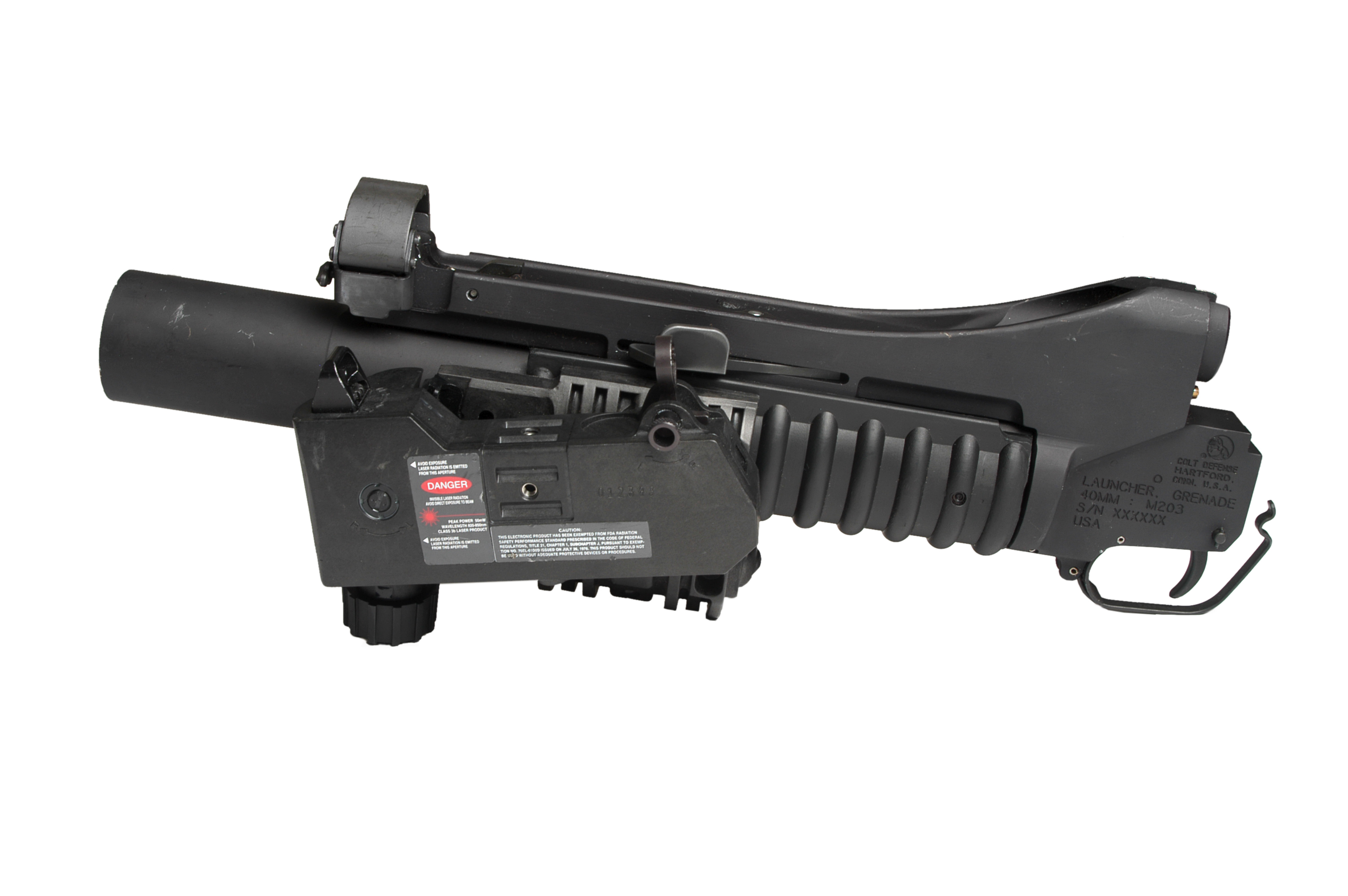
M203A2

M203A2是専門提供給M16A4 MWS（模組化武器系統—Modular weapon system）。12吋標準槍管，安裝在KAC M5 RAS下護木的導軌上，同樣附有象限測距瞄準具及立式標尺。

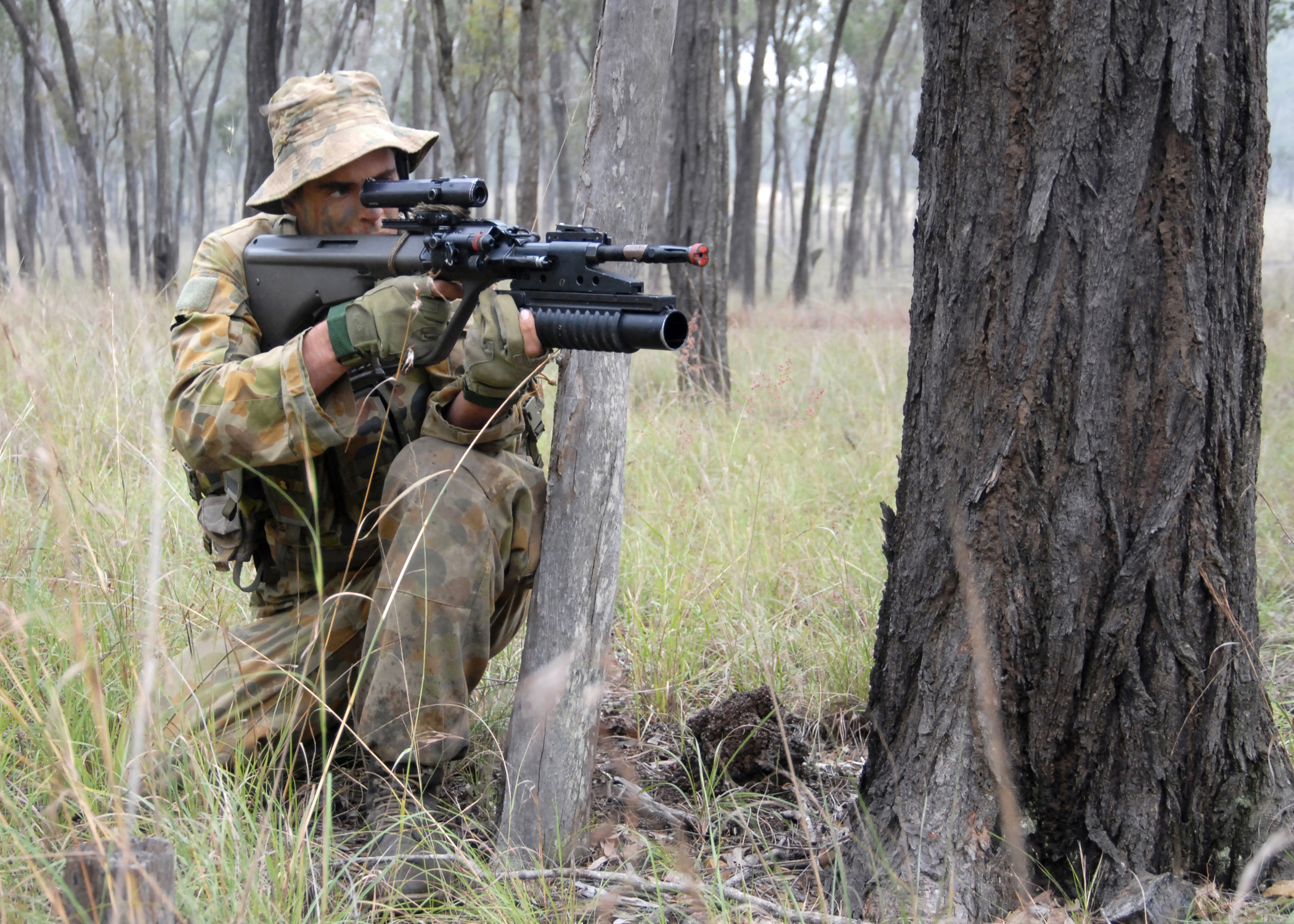
澳大利亞陸軍的F88 AuSteyr（斯泰爾AUG）及M203

### M203 PI
M203 PI可裝在不同的步槍上，包括斯太爾AUG，HK G3及其他步槍，甚至HK MP5衝鋒槍。

### 其他國家的仿製品及改進型
- M203（SA80）－由英國皇家輕兵器工廠生產，主要是對應在SA80突擊步槍上。
- T-40－由土耳其MKEK公司研製及生產，對應在HK G3自動步槍上。
- SIG GL 5040－由瑞士Swiss Arms研製及生產，對應在SIG SG 550突擊步槍上。
- K201－由韓國大宇精密工業研製及生產，對應在K2突擊步槍上。
- T85榴彈發射器－由中華民國聯勤205廠研製及生產，對應在T65、T86及T91上。
- M6－保加利亞製造，對應在各种AK步槍上。
- AG-40 Md80－罗馬尼亞製造，發射40×47毫米榴彈，對應在各种AK步槍上。
- IMC-40－哥倫比亞製造，對應在Galil上。
- BTS-203－泰國製造，對應在泰國以HK G3自動步槍為基礎改進的11式突擊步槍上。

### 民用型
在美国，40毫米M203榴弹发射器归类为毁灭性装置（Destructive Devices），受到国家轻武器法（NFA）所管制。民用非管制型M203口徑只有37毫米，归类为信號装置（Signaling Devices），不能發射40毫米軍用彈藥，37毫米彈藥只有沒有杀伤力的练习弹和烟雾弹。另外每買一把管制型40毫米M203需要支付200美元NFA管制品税金外加6至12個月背景調查審核期。

## 使用國
M203獲世界多國採用，亦可對應多款步槍。
- 阿富汗伊斯兰共和国
- 阿富汗伊斯蘭酋長國
- 阿尔巴尼亚
- 阿根廷
- 奥地利
- 玻利维亚
- 巴西
- 柬埔寨
- 喀麦隆
- 加拿大
- 智利
- 哥伦比亚
- 捷克
- 丹麦
- 东帝汶

- 埃及
- 薩爾瓦多
- 斐济
- 法國
- 加彭
- 希腊
- 匈牙利
- 印度
- 印度尼西亞
- 愛爾蘭
- 以色列
- 伊拉克
- 義大利
- 日本
- 约旦
- 科索沃
- 科威特

- 黎巴嫩
- 利比里亚
- 马来西亚
- 墨西哥
- 緬甸
- 尼泊尔
- 新西兰
- 北馬其頓
- 阿曼
- 巴拿马
- 秘魯
- 菲律賓
- 波蘭
- 葡萄牙
- 中華民國
- 圣卢西亚
- 沙烏地阿拉伯
- 新加坡

- 南非
- 越南共和国
- 斯里蘭卡
- 瑞典
- 泰國
- 突尼西亞
- 土耳其
- 乌克兰
- 阿联酋
- 英国
- 美国
- 乌拉圭
- 委內瑞拉
- 越南
- 葉門

## 資料
- 榴彈發射器：3磅（1.36公斤）

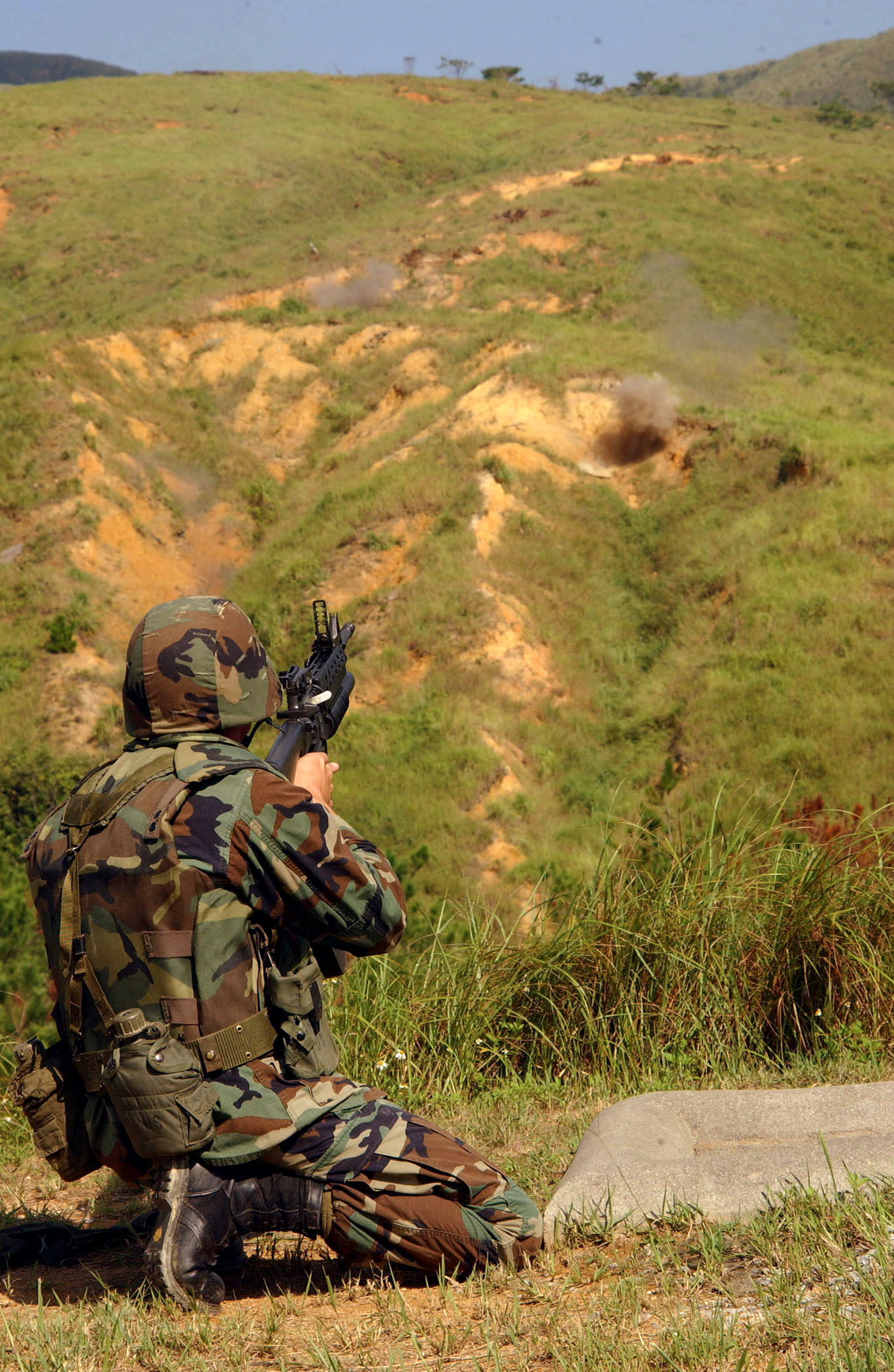
發射後的M203

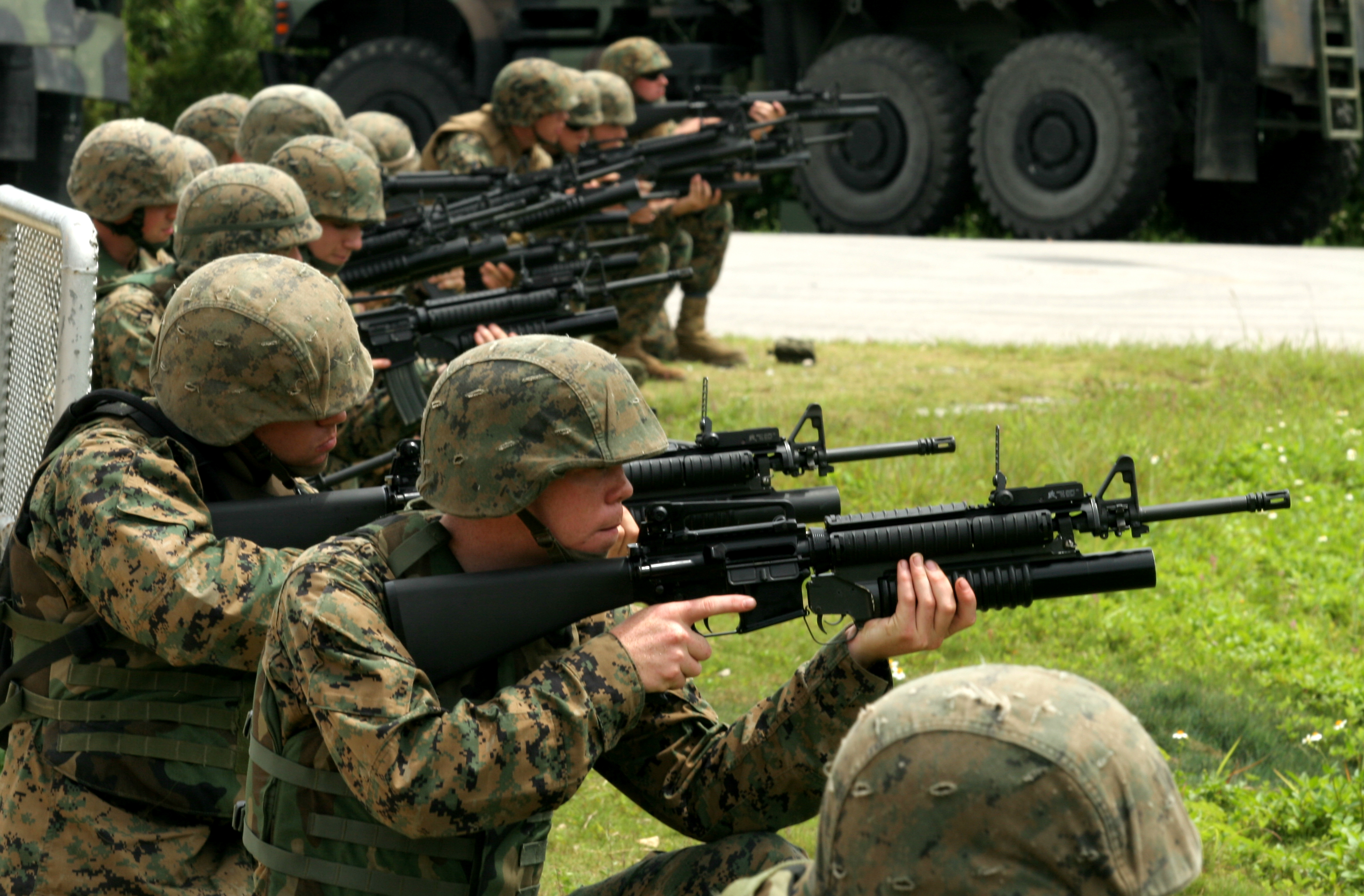
美國海軍陸戰隊使用M203

- 步槍（M16A2）：8.79磅（3.99公斤）
- 總重（包括30發彈藥）：11.79磅（5.35公斤）
- 口徑：40毫米
- 有效射程：
  - 面殺傷：1148呎（350米）
  - 點殺傷：492呎（150米）
- 最大射程：1312呎（400米）
- 最小安全範圍：
  - 非正確發射：115呎（35米）
  - 訓練：427呎（130米）
  - 戰鬥：102呎（31米）
- 重置價格 ：$601美元（2005年）

註： 部份資料和裝在M4卡賓槍的有所不同

## 流行文化

### 電影
- 1983年—：掛於AR-15突擊步槍之上，由飾演的東尼.蒙大拿使用，經典台詞"Say Hello to My Little Friend!"使其聲名大噪。
- 1987年—《終極戰士》：阿諾史瓦辛格飾演的艾倫·「達奇」·薛佛所使用對付鐵血戰士。
- 1992年—《警察故事3超級警察》：王霄飾演的猜霸手下使用過。
- 1993年—《超級計畫》：于榮光與狄威下掛於M16A4搶劫銀行。
- 2001年—：下掛於M16A2之上，由美國陸軍第75遊騎兵團的士兵所使用。
- 2003年—《大逃殺2》：下掛於「03式ＢＲ戰鬥步槍」（以FAMAS突擊步槍為藍本）之上，由鹿之砦中學三年B班學生們所使用。
- 2003年—：下掛於海豹突擊隊隊員的M4A1之上。
- 2003年—《狙擊精英2（英语：Sniper 2）》：下掛於敵軍的M16A1之上。
- 2008年—：下掛於里斯（傑克·拉·博茲（英语：Jake La Botz）飾演）的M4A1之上，沒有使用過。
- 2009年—：下掛於美軍特種部隊的M4卡賓槍和M16之上。
- 2009年—：為單獨使用型及槍管下掛型，前者由約翰·康納（克里斯汀·貝爾飾演）和凱爾·瑞斯（安東·葉爾欽飾演）所使用，後者下掛於人類抵抗軍的M4卡賓槍之上。亦有安裝在T-600的手上作為攻擊武器。
- 2011年—《沙漠神兵》：下掛於法國海軍突擊隊的柯爾特727型和M4A1之上，奇怪地在整部電影中都沒有使用過。
- 2012年—：下掛於Grannik（斯賓塞·威爾丁飾演）的溫徹斯特M1300手槍握把型之上並且由Grannik所使用。
- 2013年—《紅翼行動》：下掛於海豹突擊隊隊員的M4A1之上。
- 2014年—《全面攻佔：倒數救援》：為單獨使用型，由北韓恐怖份子用作發射煙霧彈。
- 2014年—《美國狙擊手》：下掛於美國海軍陸戰隊的M16A4和海豹部隊的M4A1之上。
- 2018年—：下掛於M4A1之上，由美國陸軍第五特種部隊群的士兵所使用。

### 電視劇
- 2008年—《殺戮一代》：下掛於美國海軍陸戰隊的M16A2和M4卡賓槍之上。

### 電子遊戲
- 1998年—：下掛在9毫米衝鋒槍(開啟HD Pack則為突擊步槍)之上，榴彈能夠在近距離引爆。
- 1998年—：下掛在M16A4和M4A1之上。
- 2000年—：下掛在M16A2之上。
- 2001年—《火線獵殺》：下掛在M16A2之上。
- 2002年—《美國陸軍二》[3]
- 2003年—：下掛在M16A2之上。
- 2005年—：下掛在M16A4和M4A1之上並且為美國海軍陸戰隊突擊兵所使用，使用金屬瞄具。
- 2005年—：下掛在M16A4和M4A1之上。
- 系列的《現代戰爭》系列三部曲：
  - 2007年—及重製版：戰役模式時只下掛於M16A4及M4A1之上，並由英國陸軍特種空勤團以及美國海軍陸戰隊武裝偵察部隊所使用。聯機模式中作為改裝配件登場，並能夠下掛在以下的突擊步槍之上，包括：M16A4、M4A1、G36C、M14和G3。其榴彈無法在近距離引爆，但直接命中要害仍可擊殺對方。
  - 2009年—及重製版：戰役模式之中主要下掛於M16A4、M4A1及ACR之上，並由141特遣隊、美國陸軍第75遊騎兵團以及弗拉基米爾·馬卡洛夫屬下的恐怖組織成員所使用。聯機模式中作為改裝配件登場，並能夠下掛在以下的突擊步槍之上，包括：包括：M16A4、M4A1、TAR-21、SCAR-H、FAMAS、ACR、F2000和FAL。其榴彈無法在近距離引爆，但直接命中要害仍可擊殺對方。
  - 2011年—：戰役模式中下掛在M4A1之上，由141特遣隊和美國陸軍三角洲部隊合金分隊所使用。聯機模式和生存模式中則作為M16A4和M4A1的改裝配件登場。其榴彈無法在近距離引爆，但直接命中要害仍可擊殺對方。
- 2007年—：為削短型，僅下掛在SVDEX之上，奇怪地榴彈能夠在零距離引爆。
- 2007年—《穿越火线》：下挂在救世主步枪之上，奇怪的1次装填可发射3发榴弹。
- 2007年—：下掛在M16A4和M4A1之上並且為美國海軍陸戰隊榴彈兵所使用，使用金屬瞄具。
- 2007年—《系列》：下掛在LR-300之上。
- 2010年—《榮譽勳章》：下掛於M16A4和M4A1之上，僅於聯機模式登場。單人模式出現的為Cobray 37毫米榴彈發射器。
- 2010年—：戰役模式中下掛於M16和Commando之上，由美國中央情報局特別活動部和美軍援越司令部研究觀察團所使用。聯機模式中作為改裝配件登場，並可下掛在以下的突擊步槍，包括：M16、Commando、AUG、FAMAS、Enfield、FAL及M14。其榴彈無法在近距離引爆，但直接命中要害仍可擊殺對方。
- 2012年—：只在戰役模式登場，能夠下掛在M16和FAL之上。其榴彈無法在近距離引爆，但直接命中要害仍可擊殺對方。
- 2014年—《叛亂（英语：Insurgency (video game)）》：下掛於M16A4和M4A1之上。
- 2015年—《戰術小隊》：型號為M203A2，下掛於美國陸軍擲彈兵和使用的M4A1和加拿大陸軍擲彈兵的C8A3之上。其榴彈無法在近距離引爆。
- 2018年—《叛亂：沙漠風暴》：型號為M203及M203A2，前者下掛於M16A2之上，後者則下掛於M16A4和M4A1之上。
- 2019年—：戰役模式中下掛在M4A1之上，並由中央情報局特別活動部幹員亞歷克及美國海軍陸戰隊員所使用。聯機模式中作為改裝配件登場，並可下掛在以下的突擊步槍之上，包括：M4A1、KILO 141、M13、FR 5.56、FAL、Oden。其榴彈無法在近距離引爆，但直接命中要害仍可擊殺對方。
- 2022年—《決勝時刻：現代戰爭II 2022》：戰役模式中下掛在M4之上，聯機模式中作為改裝配件登場，並可下掛在多款突擊步槍之上。

## 外部連結
- （英文）—U.S. Marine Fact File
- （英文）—U.S. Army Field Manual 3-22.31
- （英文）—Nazarian`s Gun`s Recognition Guide （页面存档备份，存于）
- （英文）—M433 40mm Cartridge High-explosive dual purpose (HEDP) round specs （页面存档备份，存于）
- （英文）—Martin Electronics, Inc. Home Page - 40毫米彈藥
- （英文）—Modern Firearms—M203 40mm underbarrel grenade launcher （页面存档备份，存于）
- （中文）— （页面存档备份，存于）